# Pukch’ang
Pukch’ang (kor. 북창군, Pukch'ang-gun) – powiat w Korei Północnej, w prowincji P’yŏngan Południowy. W 2008 roku liczył 139 498 mieszkańców. Graniczy z powiatami Maengsan od wschodu, Sin’yang od południowego wschodu, Sŏngch'ŏn od południa, z powiatem Ŭnsan i miastem Sunch’ŏn od zachodu, a także z regionem Tŭkjang i z miastami Kaech’ŏn oraz Tŏkch’ŏn od północy. Na terenie powiatu znajduje się największa w Korei Północnej elektrownia węglowa Pukch'ang o mocy 1600 MW.

## Historia
Przed wyzwoleniem Korei spod okupacji japońskiej tereny należące do powiatu wchodziły w skład powiatu Sunch’ŏn. W obecnej formie powstał w wyniku gruntownej reformy podziału administracyjnego w grudniu 1952 roku. W jego skład weszły wówczas tereny należące wcześniej do miejscowości Okch'ŏn, Pong'in, Hakch'ŏn (wszystkie poprzednio znajdowały się w powiecie Maengsan), Chamdo i Chamsang (obie z powiatu Tŏkch’ŏn). Powiat Pukch’ang składał się wówczas z jednego miasteczka (Pukch'ang-ŭp) i 25 wsi (kor. ri). W 1954 roku powiat powiększył się o wieś Sinp'yŏng (wcześniej znajdowała się w powiecie Sŏngch’ŏn).

## Podział administracyjny powiatu
W skład powiatu wchodzą następujące jednostki administracyjne:
| Nazwa jednostki administracyjnej | Rodzaj jednostki administracyjnej | Hangul       |
| -------------------------------- | --------------------------------- | ------------ |
| Pukch'ang-ŭp                     | miasteczko                        | 북창읍       |
| Kalgol-rodongjagu                | dzielnica robotnicza              | 갈골로동자구 |
| Kwanha-rodongjagu                | dzielnica robotnicza              | 관하로동자구 |
| Tŭkjang-rodongjagu               | dzielnica robotnicza              | 득장로동자구 |
| Myŏnghak-rodongjagu              | dzielnica robotnicza              | 명학로동자구 |
| Poŏp-rodongjagu                  | dzielnica robotnicza              | 보업로동자구 |
| Pukch'ang-rodongjagu             | dzielnica robotnicza              | 북창로동자구 |
| Songnam-rodongjagu               | dzielnica robotnicza              | 송남로동자구 |
| Inp'o-rodongjagu                 | dzielnica robotnicza              | 인포로동자구 |
| P'unggok-rodongjagu              | dzielnica robotnicza              | 풍곡로동자구 |
| Kap'yŏng-ri                      | wieś                              | 가평리       |
| Kwangno-ri                       | wieś                              | 광로리       |
| Namsang-ri                       | wieś                              | 남상리       |
| Nam'yang-ri                      | wieś                              | 남양리       |
| Taep'yŏng-ri                     | wieś                              | 대평리       |
| Ryongsan-ri                      | wieś                              | 룡산리       |
| Maehyŏn-ri                       | wieś                              | 매현리       |
| Pongch'ang-ri                    | wieś                              | 봉창리       |
| Sam-ri                           | wieś                              | 삼리         |
| Sangha-ri                        | wieś                              | 상하리       |
| Soch'ang-ri                      | wieś                              | 소창리       |
| Songnim-ri                       | wieś                              | 송림리       |
| Songsa-ri                        | wieś                              | 송사리       |
| Suok-ri                          | wieś                              | 수옥리       |
| Sinbok-ri                        | wieś                              | 신복리       |
| Sinsŏk-ri                        | wieś                              | 신석리       |
| Sinp'yŏng-ri                     | wieś                              | 신평리       |
| Yŏllyu-ri                        | wieś                              | 연류리       |
| Chamsang-ri                      | wieś                              | 잠상리       |
| Hoean-ri                         | wieś                              | 회안리       |